# Nubische zandsteenaquifer

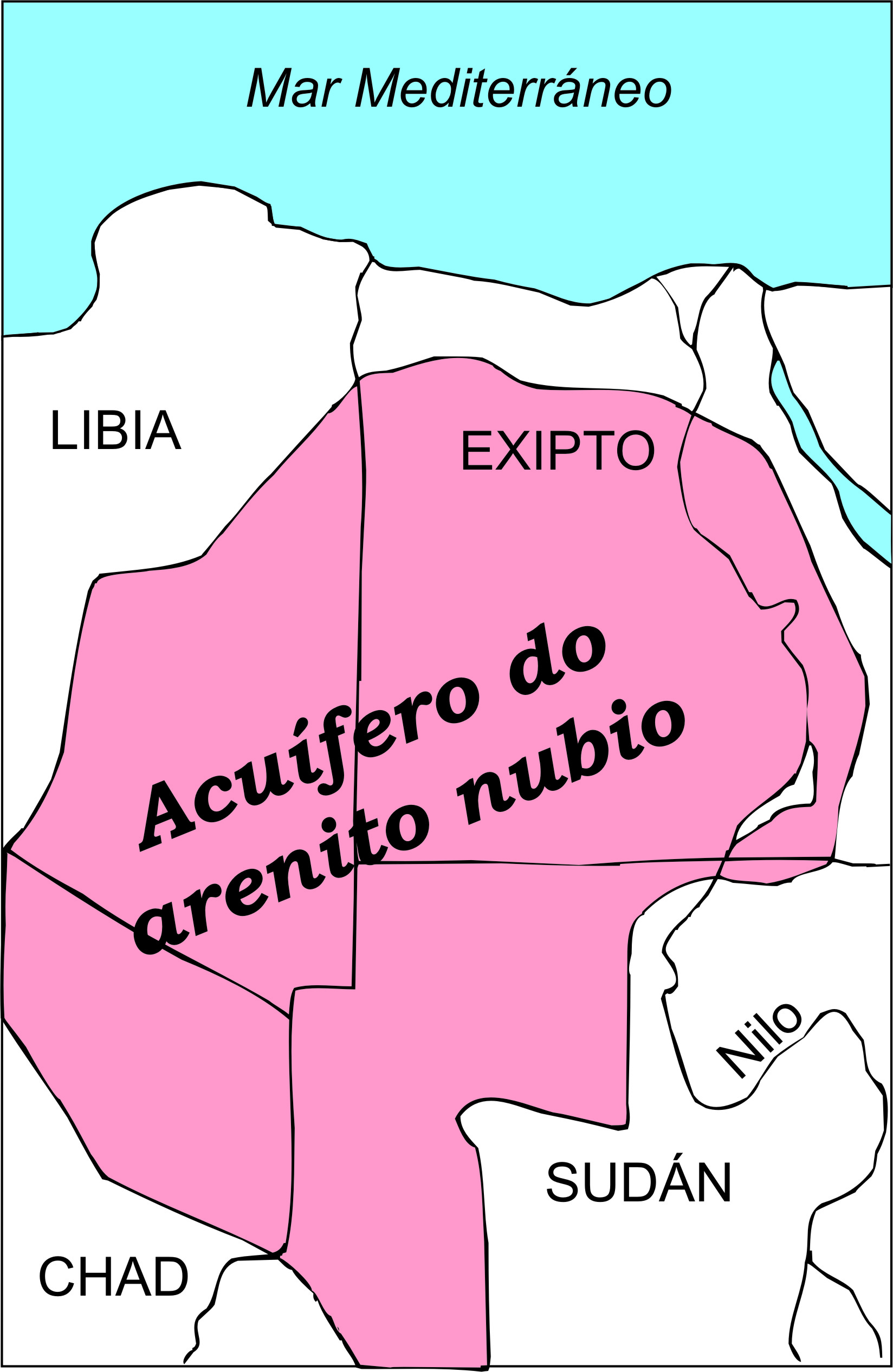
Schets van het gebied van de aquifer.

De Nubische zandsteenaquifer is een uitgebreid sedimentair gesteente in de ondergrond van de oostelijke Sahara dat een groot reservoir aan fossiel grondwater bevat. Het sedimentaire gesteente bestaat uit een opeenvolging van lagen van vooral zandsteen boven de Precambrium-sokkel die dateert uit het Vroeg-Paleozoïcum tot het Laat-Krijt. Deze opeenvolging van lagen wordt Nubische zandsteen genoemd en gaf de aquifer zijn naam. Het is wellicht de grootste aquifer ter wereld.
Met een volume van ongeveer 373.000 km³ (dit komt overeen met ongeveer 10% van het volume van de Middellandse Zee; schattingen van het opslagvolume lopen sterk uiteen) is het een van de belangrijkste watervoerende lagen ter wereld. De verticale omvang bedraagt 140 tot 230 meter. De aquifer bereikt een diepte van 800 tot 4500 meter. 
De Nubische zandsteenaquifer beslaat een gebied van ongeveer 2,2 miljoen km2 in Noordoost-Afrika, en strekt zich uit over delen van Egypte, Libië, Soedan en Tsjaad. De leeftijd van het grondwater in het zandsteen varieert van enkele honderden tot meer dan 1 miljoen jaar.
Op sommige plaatsen komen de grondwaterhoudende lagen aan de oppervlakte en vormen de Meren van Ounianga en de kleine meren in het Fada Archei-wildreservaat in het noordoosten van het Tsjaadbekken. 
De waterpijpleidingen van het Great Man-made River-project in Libië (GMMR) maken gebruik van deze aquifer, en onttrekken naar schatting 2,4 km3 zoet water voor consumptie en landbouw per jaar.